# Landkreis Gross-Gerau
Landkreis Gross-Gerau (skrivs i Tyskland vanligen Groß-Gerau) är ett distrikt (Landkreis) i sydvästra delen av det tyska förbundslandet Hessen.
1. 1 2  GeoNames, 2005, Geonames-ID: 3220969, läs online och läs online.[källa från Wikidata]
2. ↑  hämtat från: tyskspråkiga Wikipedia.[källa från Wikidata]